# Otto Uhden
Otto Uhden (* 23. Januar 1827 in Sorge bei Crossen an der Oder; † 18. Januar 1908 ebenda) war ein Amtsvorsteher und Reichstagsabgeordneter.
Uhden besuchte das Köllnische Gymnasium in Berlin und absolvierte eine landwirtschaftliche Ausbildung in der Praxis sowie ein Studium an der Landwirtschaftlichen Akademie Hohenheim. Danach bewirtschaftete er die Domäne Sorge. Er war Deichhauptmann des Crossener Deichverbandes und Mitglied des Kreistags und Kreisausschusses des Kreises Crossen. Weiter war er Mitglied der Brandenburgischen Gewerbekammer und Amtsvorsteher.
Von 1871 bis 1898 war er Mitglied des Deutschen Reichstags für die Konservative Partei für den Wahlkreis Frankfurt 6 (Crossen – Züllichau-Schwiebus).